# Hermann Roquette
Hermann Roquette (* 14. August 1892 in Tilsit; † 29. Dezember 1981 in Erlangen) war ein deutscher Rechtsanwalt und Autor juristischer Fachbücher.

## Werdegang
Roquette studierte Jura und ließ sich nach der Promotion an der Universität Erlangen als Rechtsanwalt und Notar in Königsberg (Preußen) nieder. Er galt als Pionier des deutschen Mietrechts und verfasste   wegweisende Kommentare und Beiträge. Von 1928 bis 1945 war er zudem Vorsitzender des Bach-Vereins Königsberg.
Zum Ende des Zweiten Weltkriegs flüchtete Roquette nach Erlangen, wo er seine Tätigkeit als Rechtsanwalt und Autor fortsetzte. Am 1. März 1981 erhielt er das Ehrenzeichen der Deutschen Anwaltschaft für sein Lebenswerk.

## Werke (Auswahl)
- Mietrecht (5 Auflagen) – 5. Auflage, Mohr Siebeck, Tübingen 1961
- Das Wohnraumbewirtschaftungsgesetz. Mohr Siebeck, Tübingen 1953
- Bundesmietengesetze mit Alt- und Neubaumietenverordnung und dem sonstigen Mietpreisrecht sowie dem Gesetz über Bindungen für öffentlich geförderte Wohnungen (3 Auflagen) – 3. Auflage, Verlag C.H.Beck, München 1961
- Geschäftsraummiete (2 Auflagen) – 2. Auflage, Verlagsgesellschaft Recht und Wirtschaft, Heidelberg 1971, ISBN 3800565498

| Personendaten    | Personendaten                            |
| ---------------- | ---------------------------------------- |
| NAME             | Roquette, Hermann                        |
| KURZBESCHREIBUNG | deutscher Rechtsanwalt und Fachbuchautor |
| GEBURTSDATUM     | 14. August 1892                          |
| GEBURTSORT       | Tilsit                                   |
| STERBEDATUM      | 29. Dezember 1981                        |
| STERBEORT        | Erlangen                                 |